# Arrondissement de Boynguel Bamba

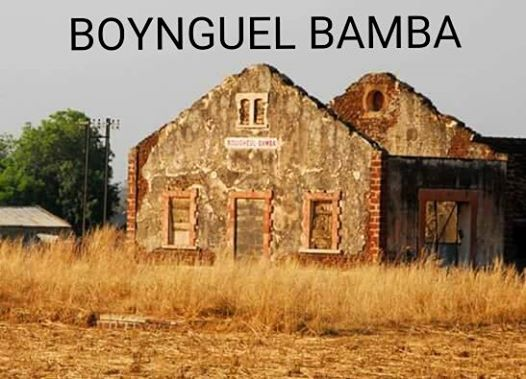
Gare de Boynguel par Seydou Ba.

L'arrondissement de Boynguel Bamba est l'un des arrondissements du Sénégal. Il est situé dans le département de Goudiry et la région de Tambacounda.
Il a été créé par un décret du 10 juillet 2008.
Il compte quatre communautés rurales :
- Boynguel Bamba ;
- Sinthiou Mamadou Boubou ;
- Koussan ;
- Dougué.

Son chef-lieu est Boynguel Bamba qui actuellement compte environ 1200 habitants avec une population essentiellement composée de Peuls. Son chef de village, du nom de Mamadou Sow, occupe cette place depuis la mort de son père Demba Sow. Le village est situé à 26 km à l'ouest du departement de Goudiry. Le secteur primaire, comme dans tout le département avec l'agriculture, l'élevage et l'informel, est dominant.